# Hussey (cràter marcià)
Hussey' és un cràter d'impacte de grans proporcions del planeta Mart situat al nord-est del cràter Clark i al nord-oest de Brashear, a 53.8° sud i 126.7° oest. L'impacte va causar un clavill de 99 quilòmetres de diàmetre. El nom va ser aprovat el 1973 per la Unió Astronòmica Internacional, en honor de l'astrònom nord-americà William Hussey (1862 - 1926).